# Кувашев, Александр Фёдорович
Александр Фёдорович Кувашев (29 ноября 1906, Рыбинский уезд, Ярославская губерния — 26 сентября 1943, Верхнеднепровский район, Днепропетровская область) — Гвардии капитан Рабоче-крестьянской Красной Армии, участник Великой Отечественной войны, Герой Советского Союза (1943).

## Биография
Александр Кувашев родился 29 ноября 1910 году в деревне Новинки Рыбинского уезда. С конца 1920-х годов жил в Ленинграде, работал на мраморно-распиловочном заводе. Окончил курсы мастеров-обогатителей, после чего работал в Хибиногорске. Член ВКП(б) с 1939 года (по другим данным — с 1941).
В 1941 году был призван на службу в Рабоче-крестьянскую Красную Армию, с того же года — на фронтах Великой Отечественной войны. Окончил курсы командиров батальонов, после чего командовал батальоном 38-го гвардейского стрелкового полка 14-й гвардейской стрелковой дивизии 57-й армии Степного фронта. Отличился во время битвы за Днепр.
В ночь с 25 на 26 сентября 1943 года батальон Кувашева переправился через Днепр на остров Пушкарёвский в Верхнеднепровском районе Днепропетровской области Украинской ССР и принял активное участие в его захвате. В ночь на 26 сентября 1943 года гвардии капитан Кувашев успешно организовал переправу батальона на остров Пушкарёвский в районе Верхнеднепровска. Комбат лично руководил переправой, пока не переправил половину людей и технику. Затем переправился сам и на открытой песчаной отмели острова организовал оборону, прикрывавшую переправу остальной части батальона.
Как только батальон сосредоточился на острове, Кувашев предпринял наступление, личным примером увлёк бойцов в атаку. Бойцы быстро достигли вражеских окопов и завязали рукопашный бой. Комбат оказался перед пятью гитлеровцами, обладая недюжинной силой, прикладом автомата убил двух солдат, а офицера застрелил из пистолета, но в это время сам был тяжело ранен. Из пистолета убил ещё троих солдат, а сам потерял сознание. Подбежавший фашист в упор выстрелил в офицера… Похоронен в братской могиле в селе Пушкарёвка Верхнеднепровского района.
Указом Президиума Верховного Совета СССР от 20 декабря 1943 года за «образцовое выполнение боевых заданий командования на фронте борьбы с немецкими захватчиками и проявленные при этом мужество и героизм» гвардии капитан Александр Кувашев посмертно был удостоен высокого звания Героя Советского Союза.

## Награды
- Орден Александра Невского (9.12.1943)[5],
- Медаль «Золотая Звезда» Героя Советского Союза и орден Ленина (20.12.1943)[4].

## Комментарии
1. ↑  Деревня Новинки находилась примерно в 1 км западнее деревни Антоново[1] в составе Рыбинского уезда[2]; с созданием Рыбинского водохранилища не сохранилась, ныне — территория острова Юршинский[3], Рыбинский район Ярославской области.